# Руммо, Велло Янович
Велло Янович Руммо (эст.: Vello Rummo; 15 мая 1921 — 24 ноября 2009) — эстонский советский театральный режиссёр и педагог. Заслуженный деятель искусств Эстонской ССР.

## Биография
Родился в 1921 году в деревне Райкюлла Пярнского уезда, Эстония, отец — учитель гимназии Яан Руммо, дядя — директор театра «Эстония» Пауль Руммо.
Во время Великой Отечественной войны воевал в 300-м стрелковом полку в составе 7-й Эстонской стрелковой дивизии, после ранения, 1 июля 1942 года эвакогоспиталем № 2543 признан негодным к строевой службе и демобилизован. Награждён Орденом Отечественной войны II степени (1988).
После войны работал диктором на Эстонском радио.
В 1952 году — актер Эстонского театра драмы им. В. Кингисеппа.
В 1953 окончил актёрский факультет (эстонская студия) ГИТИСа.
С 1955 года работал на Эстонском телевидении: сначала режиссёром, потом художественным руководителем.
С 1957 по 1967 годы преподавал на актёрском факультете Таллинской государственной консерватории.
В 1969—1982 и с 1995 года — режиссёр и художественный руководитель Пярнускоо драматического театра им. Л. Койдула.
Поставил более 70 спектаклей в театре.
Жена — Народная артистка Эстонской ССР Линда Руммо.